# 香港康得思酒店
香港康得思酒店（英語：Cordis, Hong Kong at Langham Place）為香港一所甲級高價酒店。酒店位於香港九龍旺角上海街555號，於2004年8月4日開幕，高170米，共42層，提供669間房間，酒店高層房間及Club Lounge貴賓會均可遠望鯉魚門、銅鑼灣及港島東景致。酒店有室內行人天橋直連大型購物中心朗豪坊及港鐵旺角站。
香港康得思酒店為旺角朗豪坊發展項目的一部分，由朗廷酒店集團管理。
酒店前稱香港朗豪酒店（Langham Place Hotel Hong Kong），其所屬的朗廷酒店集團後來進行品牌重塑，於2015年8月26日起易名為「香港康得思酒店」，成為朗廷酒店集團以康得思酒店及度假酒店品牌經營的首間酒店。

## 設施
酒店設施包括健身中心、位於42樓頂層戶外恆溫游泳池及「川」水療中心。場內亦設多間餐廳，包括自2009年起獲得米芝蓮星級榮譽的粵菜食府「明閣」、Alibi餐廳酒吧、戶外美食車酒吧The Garage Bar，以及自助餐廳The Place。

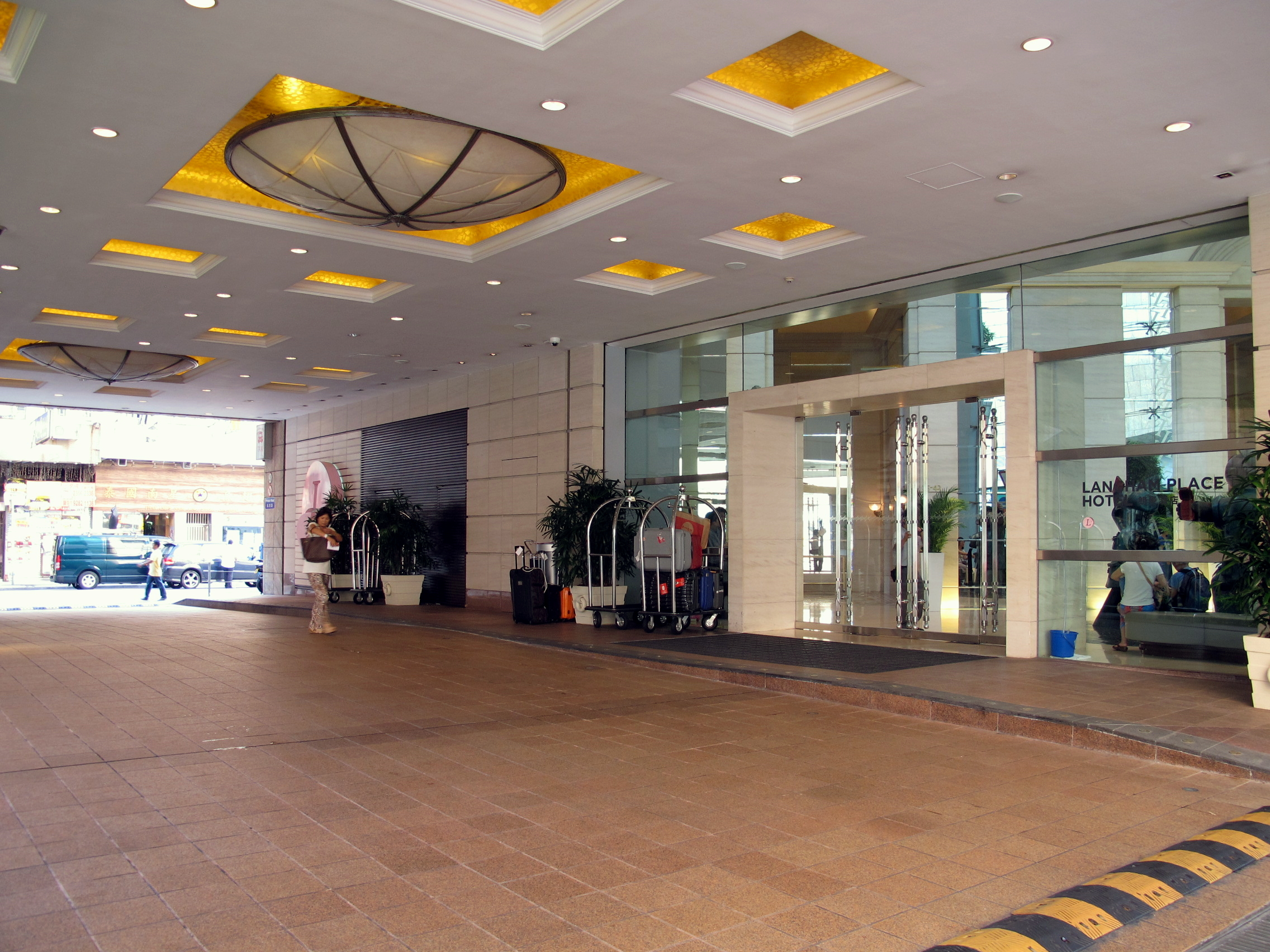
香港康得思酒店地下入口
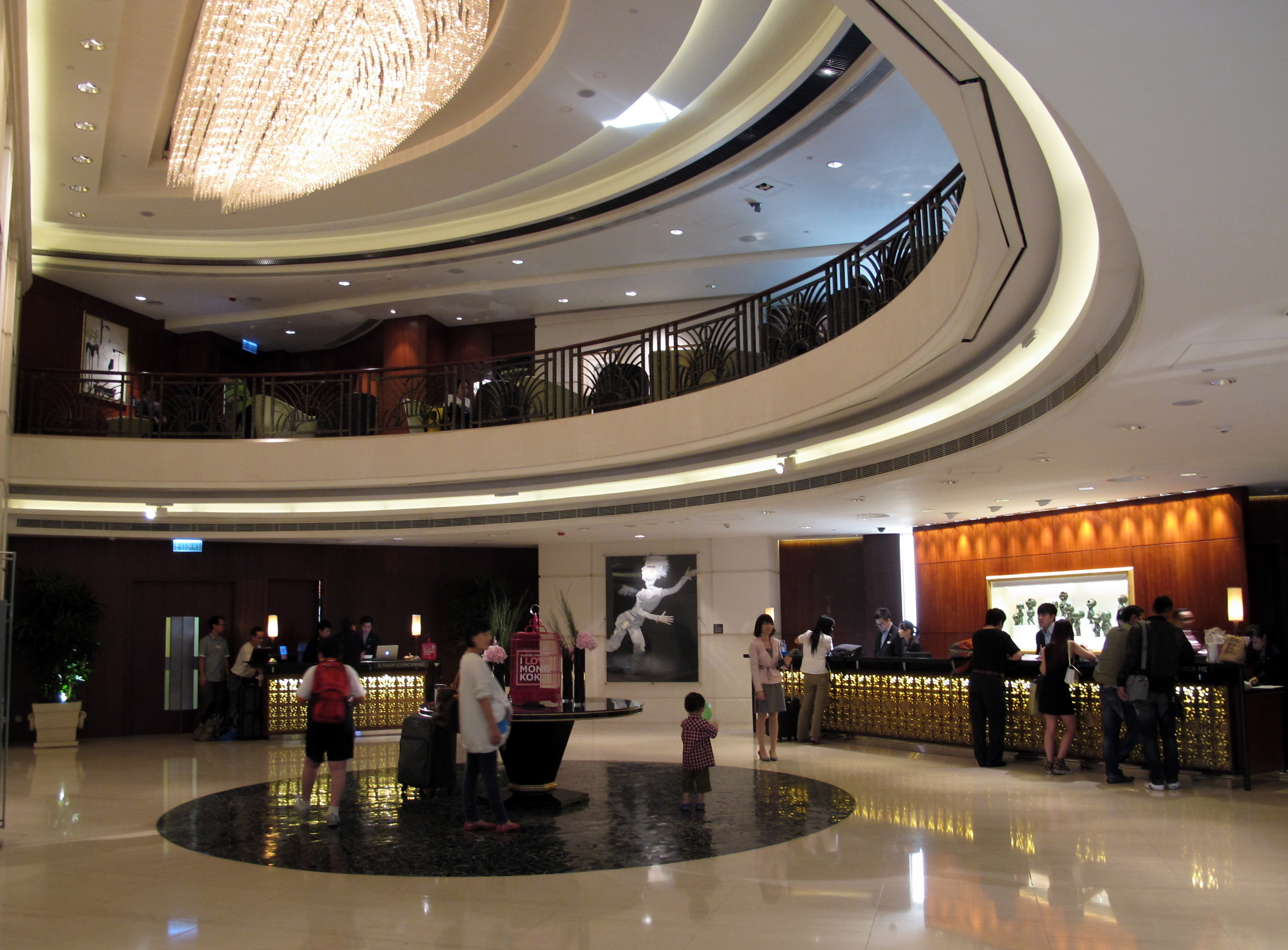
香港康得思酒店3樓大堂
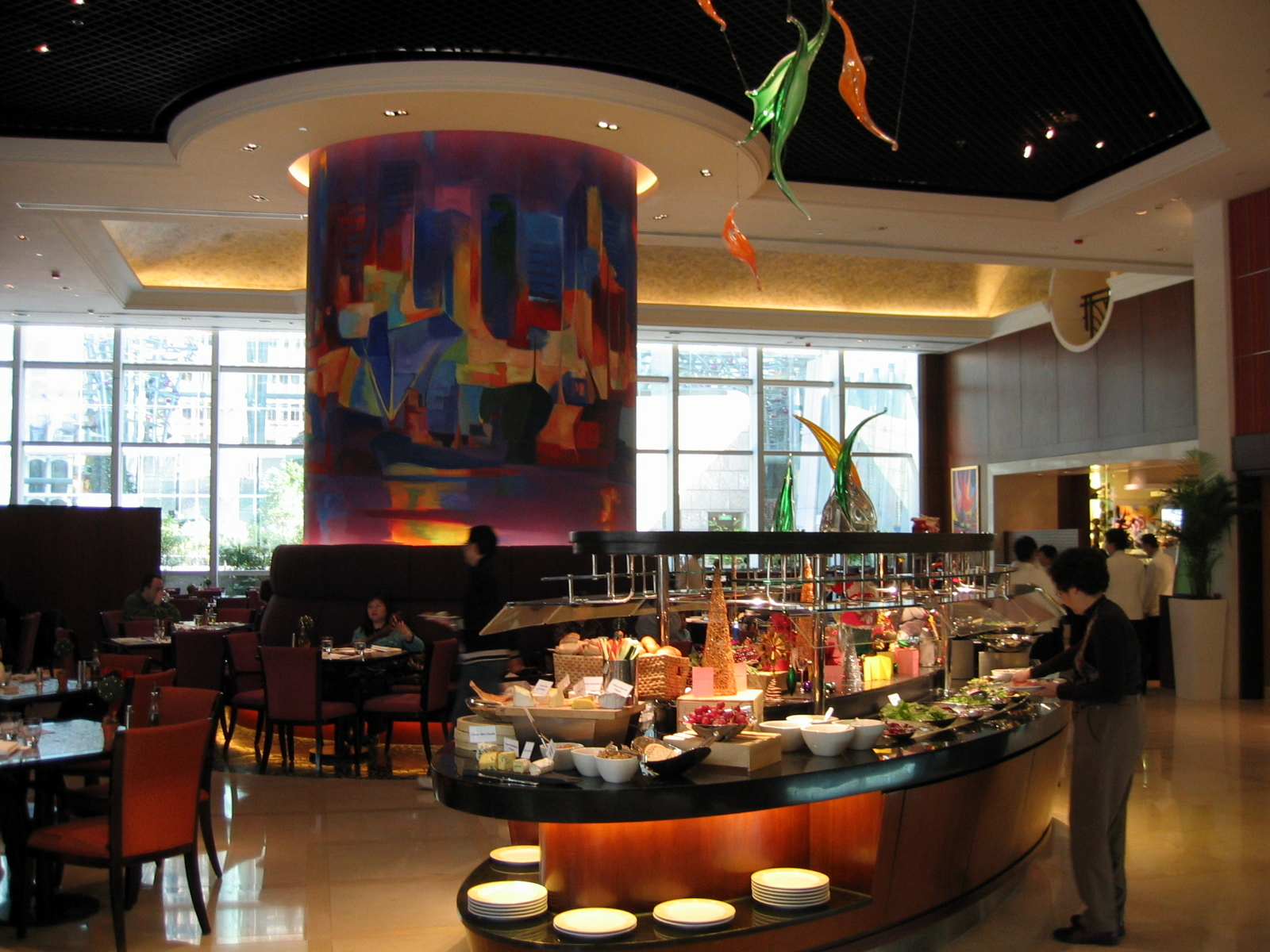
香港康得思酒店The Place餐廳
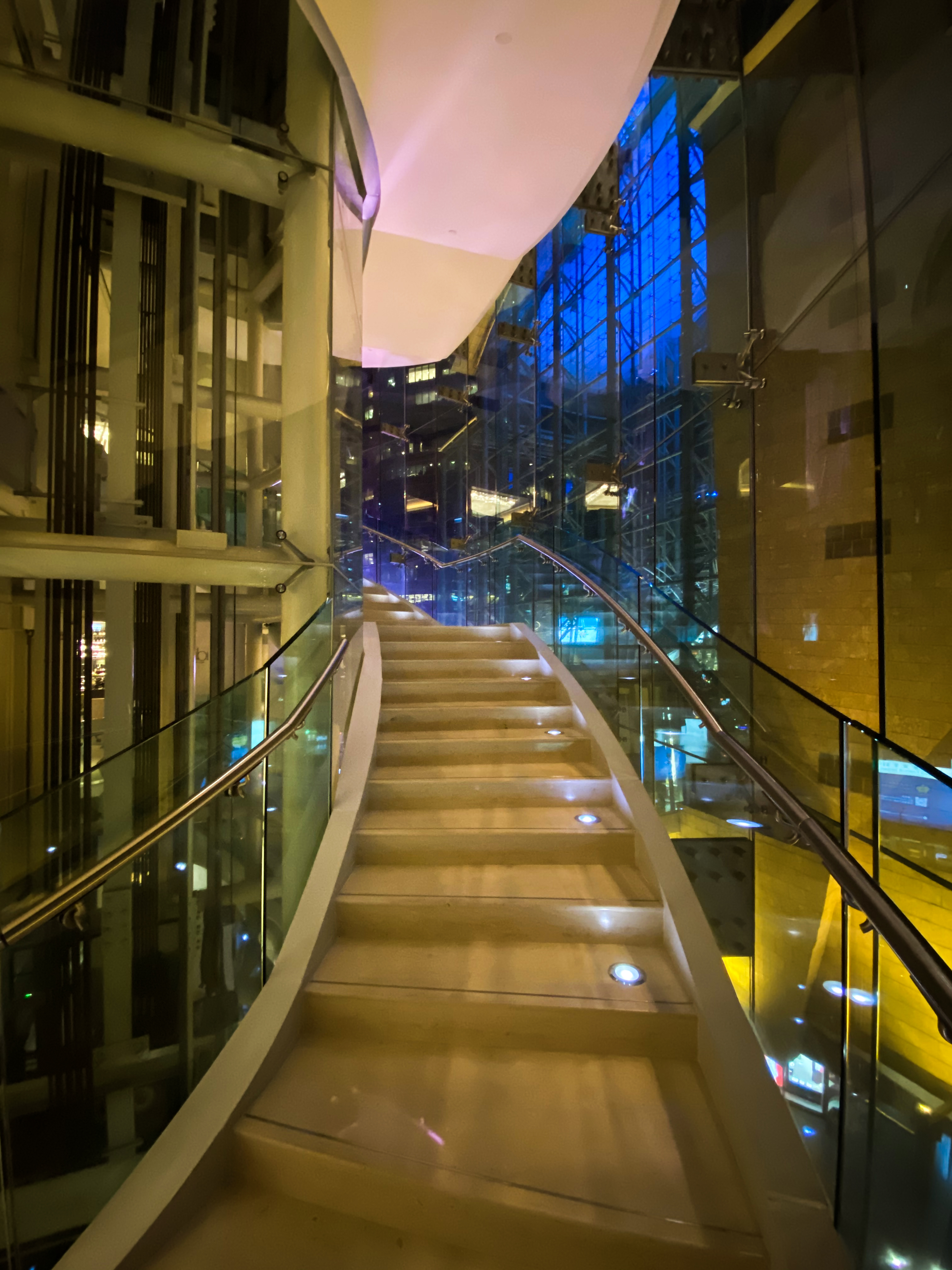
香港康得思酒店基座樓梯
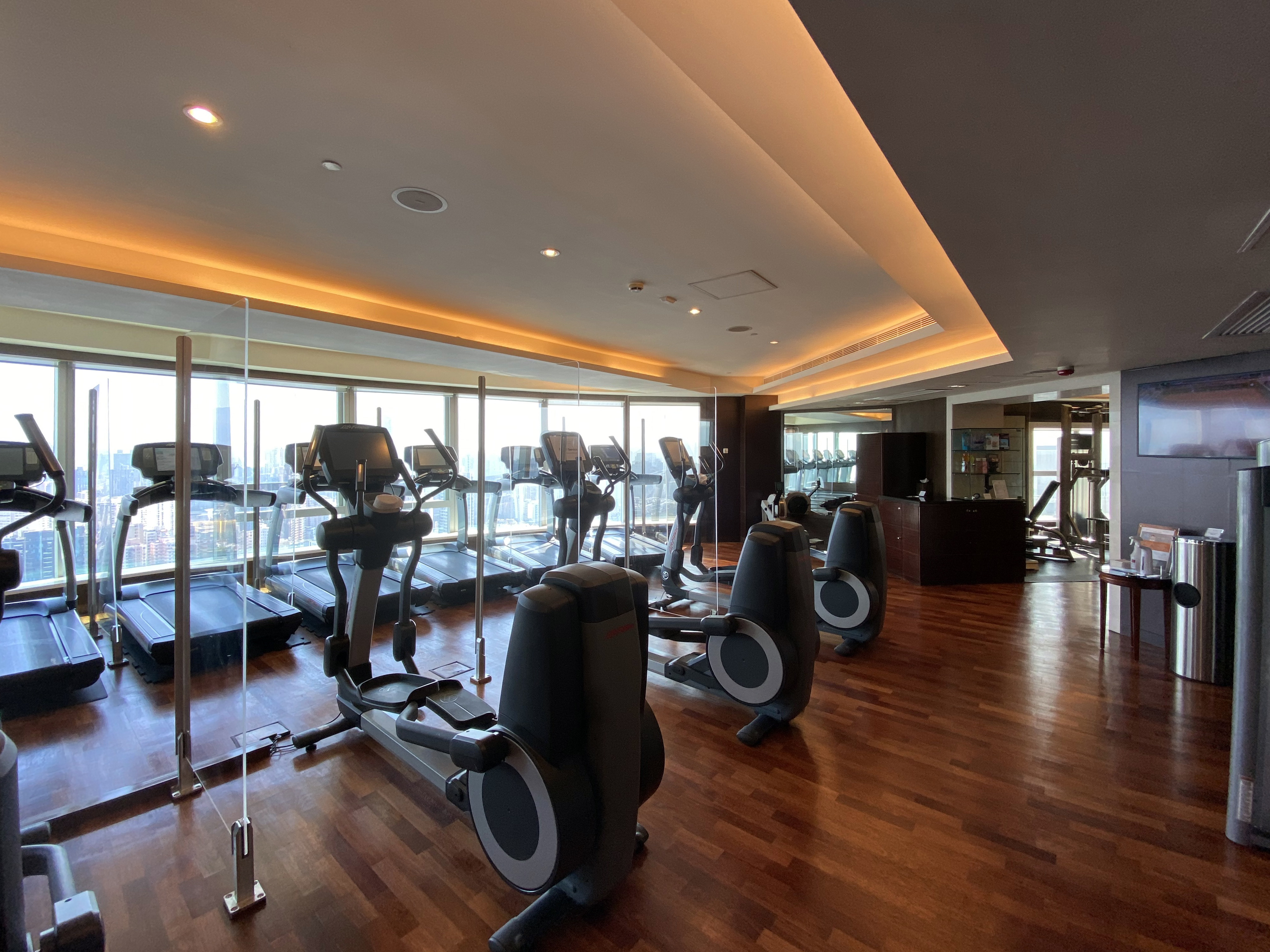
41樓健身中心
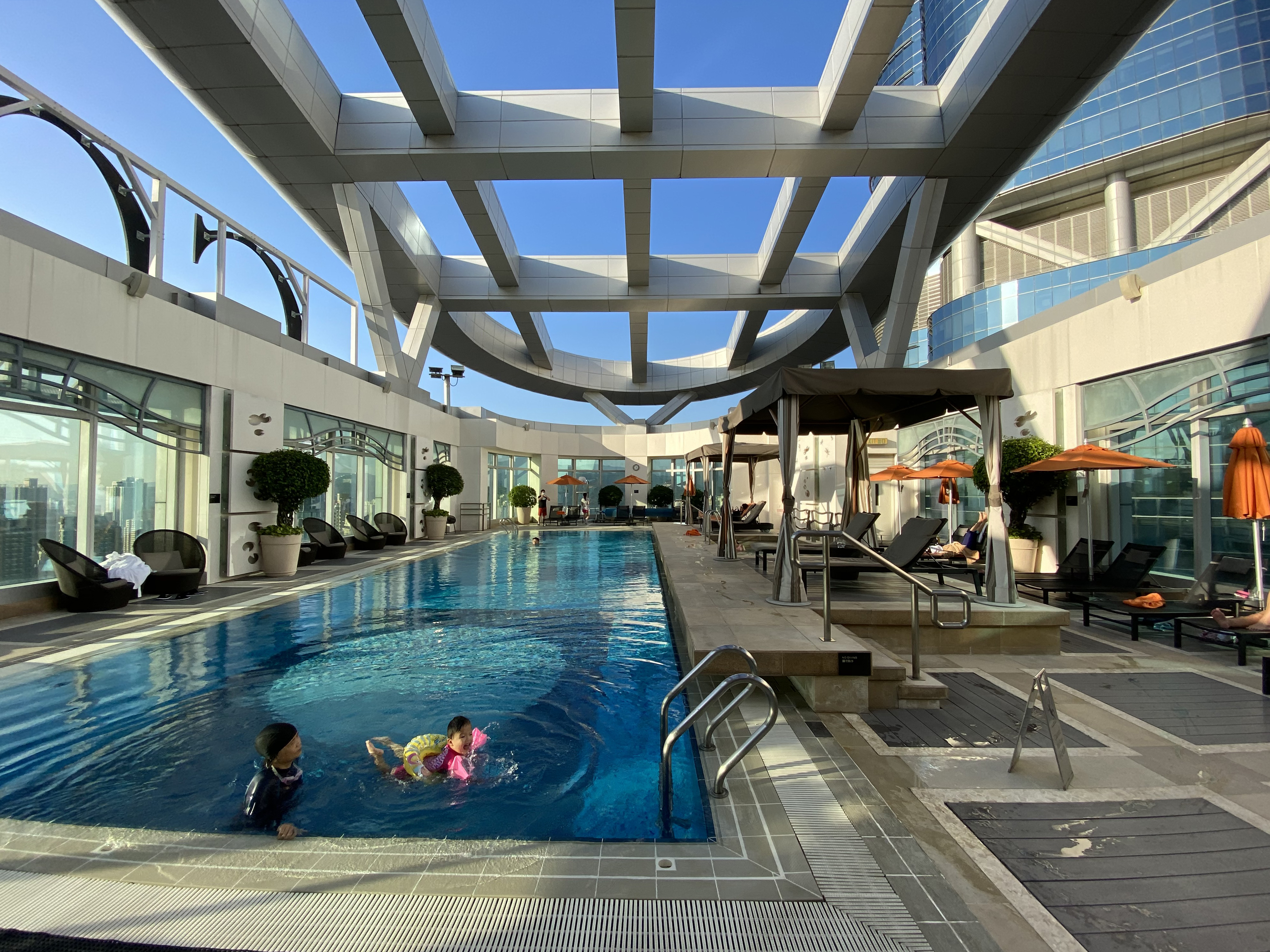
42樓頂層戶外恆溫游泳池
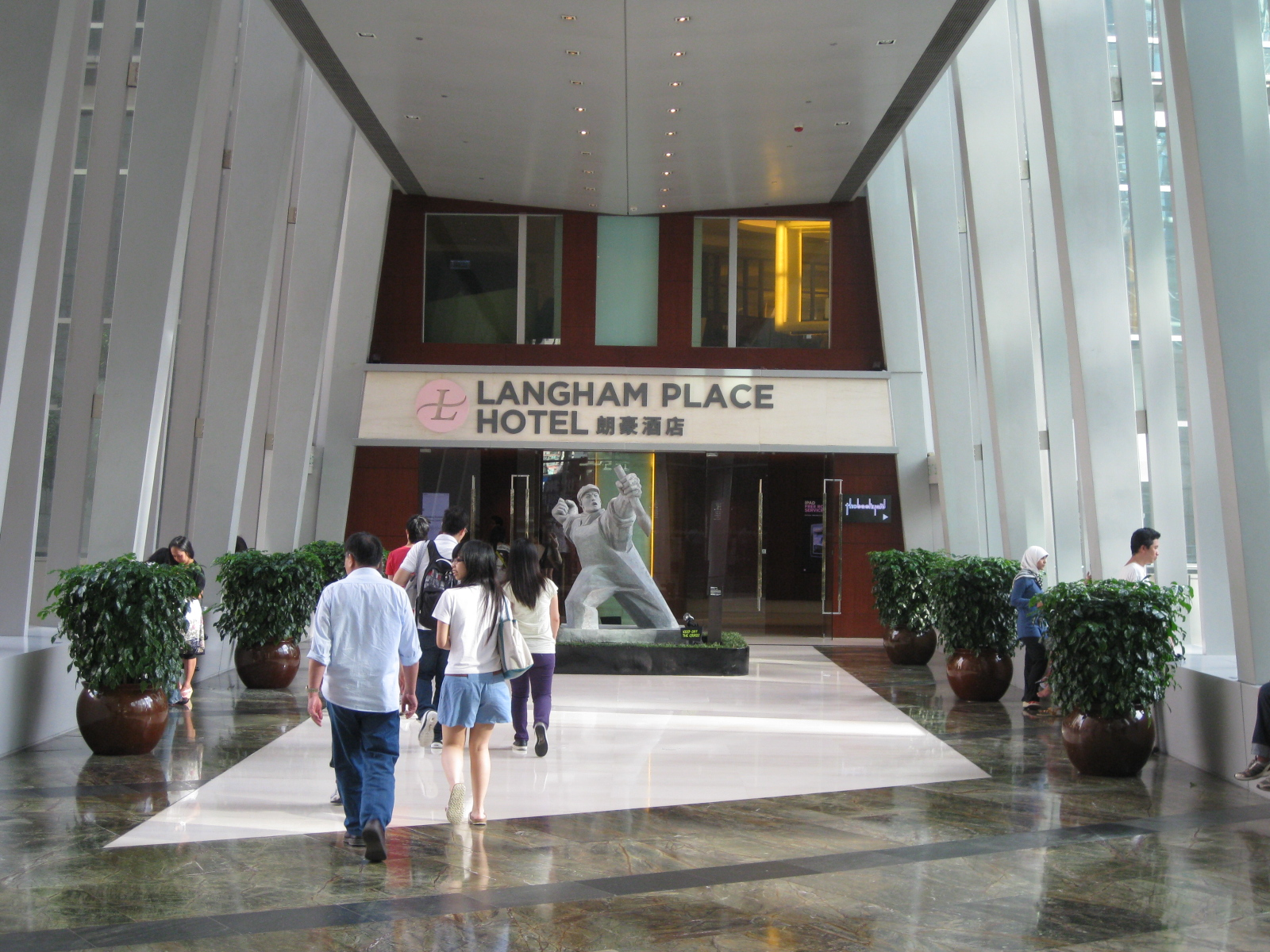
连接香港康得思酒店及朗豪坊的行人天桥

## 參看
- 朗豪坊
  - 朗豪坊辦公大樓
  - 朗豪坊購物商場
  - 旺角綜合大樓
- 朗廷酒店集團
  - 朗廷酒店
- 鷹君集團有限公司

## 外部連結
- 香港康得思酒店官方網站 （页面存档备份，存于）
- 摩天漢世界：朗豪酒店簡介